# パイレーツ・オブ・カリビアン/生命の泉
『パイレーツ・オブ・カリビアン/生命の泉』（パイレーツ・オブ・カリビアン いのちのいずみ、Pirates of the Caribbean: On Stranger Tides）は、2011年公開のアメリカの3Dアクション・アドベンチャー映画。ジェリー・ブラッカイマー製作による『パイレーツ・オブ・カリビアン』シリーズの第4作目である。監督は3作目までを担当したゴア・ヴァービンスキーからロブ・マーシャルへと交替している。

## あらすじ
イギリスのロンドンには、ジャック・スパロウとその相棒ギブスが潜伏していた。彼らの前に、かつて同じ名海賊としてジャックと幾多の抗争を繰り広げ、不滅の海賊魂を持っていたバルボッサが現れる。だが、彼はスペイン王フェルナンド6世に対抗して「生命の泉」を探す英国王ジョージ2世に忠誠を誓い、いまや英国海軍に属し「サー」の称号を持つ公賊へと変貌していた。
時同じくしてジャックは、かつての恋人だった女海賊アンジェリカと再会したのを機に、史上最恐の海賊・黒ひげの「生命の泉」を巡る航海に巻き込まれる。永遠の命を狙う海賊黒ひげ、国王の命を受けたバルボッサ率いる英海軍、永遠の命という異教の対象を破壊せんとするスペイン海軍、そしてジャック。史上最強の海賊たちと国家権力の思惑が錯綜し、「生命の泉」を巡る波乱の航海が幕を開ける。

## キャスト
※括弧内は日本語吹き替え
- ジャック・スパロウ - ジョニー・デップ[4]（平田広明）
- ヘクター・バルボッサ - ジェフリー・ラッシュ[5]（壤晴彦）
- アンジェリカ - ペネロペ・クルス[5]（本田貴子）
- 黒ひげ（エドワード・ティーチ） - イアン・マクシェーン[5]（勝部演之）
- ジョシャミー・ギブス - ケヴィン・マクナリー[6]（青森伸）
- フィリップ・スウィフト - サム・クラフリン[7]（高橋広樹）
- シレーナ - アストリッド・ベルジュ＝フリスベ[8]（桑島法子）
- セオドア・グローヴス - グレッグ・エリス[6]（佐々木睦）
- スクラム - スティーヴン・グレアム[9]（加瀬康之）
- スパニアード - オスカー・ジャネーダ（英語版）（木下浩之）
- タマラ - ジェマ・ワード[10]（木村聡子）
- ジョージ2世 - リチャード・グリフィス（富田耕生）
- フェルナンド6世 - セバスチャン・アルメスト（土田大）
- ジョン・カータレット - アントン・レッサー（後藤敦）
- ヘンリー・ペラム - ロジャー・アラム（英語版）（長克巳）
- サラマン - ポール・ベイズリー（英語版）（落合弘治）
- エゼキエル -  クリストファー・フェアバンク（英語版）（中村秀利）
- ガーヘン - 松崎悠希[11]（花輪英司）
- ティーグ・スパロウ - キース・リチャーズ[12]（小林清志）
- 上流階級の婦人 - ジュディ・デンチ（カメオ出演）（沢田泉）

## スタッフ
- 監督：ロブ・マーシャル
- 脚本：テッド・エリオット、テリー・ロッシオ
- 製作：ジェリー・ブラッカイマー
- 製作総指揮：ジョン・デルッカ、テッド・エリオット、チャド・オーマン、テリー・ロッシオ、マイク・ステンソン、バリー・H・ウォルドマン
- 音楽：ハンス・ジマー、ロドリーゴ・イ・ガブリエーラ
- 撮影：ダリウス・ウォルスキー
- 編集：マイケル・カーン、デヴィッド・ブレナー、ワイアット・スミス

## 製作

### 企画
『ワールド・エンド』の公開直前、ジェリー・ブラッカイマーはシリーズは三部作で完結すると発言したが、同時にスピンオフを製作する可能性について言及した。その後『ワールド・エンド』の初週末成績が好調となると、ディズニーのディック・クックが4作目に興味を持っていると述べた。2008年9月25日、コダック・シアターでのディズニーのイベントで、クックとジョニー・デップによって第4作目の企画が始まっていることが発表された。
2009年6月、ジェリー・ブラッカイマーは第4作目は『ローン・レンジャー』よりも前に公開する予定であり、ジョニー・デップ、テッド・エリオット、テリー・ロッシオが2011年5月20日公開を目指して動いていると述べた。またブラッカイマーは、当時『Bioshock』の映画化企画が保留中であったゴア・ヴァービンスキーが再び監督することを望んでいた。しかしながら結局、2009年8月には新たにロブ・マーシャルとの交渉に入り、同年11月17日、正式に監督に決まったことが明らかとなった。2009年9月23日、ディズニーのD23コンベンションで、本作の題名が Pirates of the Caribbean: On Stranger Tides であることが発表された。

### 脚本
2009年10月7日、ディズニーがティム・パワーズの小説『幻影の航海』（On Stranger Tides）の映画化権を買っていたことが明らかになった。小説は全3作の脚本を書いたテッド・エリオットとテリー・ロッシオによって脚色される。原作の黒髭や若返りの泉などの要素は使われるが、全てがそのまま脚本化されるわけではないとロッシオは述べた。

### キャスティング
2008年9月、ジョニー・デップはジャック・スパロウ役で出演する契約を交わした。ディズニーによると、デップには3300万ポンド（約5550万ドル）の出演料が1年後に支払われるという。ジェフリー・ラッシュはバルボッサ役で再出演することに関心を示し、後にブラッカイマーはこれを認めた。他に、グレッグ・エリスがセオドア・グローブス役、ケヴィン・マクナリーがジョシャミー・ギブス役で再出演することも明らかとなった。一方で、エリザベス・スワン役のキーラ・ナイトレイとウィル・ターナー役のオーランド・ブルームは出演を断っていた。また2010年2月5日、ラゲッティ役のマッケンジー・クルックには出演依頼がされていなかったことが本人の発言によりわかった。
新たなキャストでは、悪役の黒髭にイアン・マクシェーンが抜擢され、また、黒髭の娘でジャック・スパロウの元恋人であるアンジェリカ役をペネロペ・クルスが演じる。スティーブン・グラハムはジャック・スパロウの相棒の海賊のスクラムを演じる。2010年4月14日、フランスの女優のアストリッド・ベルジュ＝フリスベがシレーナという名前の人魚役で出演することが判明し、また6月13日にはオーストラリアのモデルのジェマ・ワードも人魚として登場することが分かった。同年4月16日、サム・クラフリンがフィリップというキャラクターを演じることが判明し、5月25日にはイギリスの俳優のポール・ベイズリーが出演することが明らかとなった。また、キース・リチャーズは『ワールド・エンド』から引き続いてキャプテン・ティーグ役で出演し、さらにジョニー・デップによってミック・ジャガーへも出演依頼が行われた。

### 撮影
主要撮影は2010年6月14日にハワイで開始された。8月にはカリフォルニア州に移動し、また、数場面がロンドンのパインウッド・スタジオで撮影される。
ディズニーのリッチ・ロスによると製作費は2億ドルであり、『デッドマンズ・チェスト』より2500万ドル、『ワールド・エンド』より1億ドル少なくなっている。
2010年5月17日、リッチ・ロスは『生命の泉』がディズニーデジタル3-Dによって撮影・公開されることを認めた。6月15日には黒髭の船であるアン女王の復讐号の写真が公開された。6月21日、製作がハワイ、イギリス、プエルトリコ、ロサンゼルスで同時に行われていることが発表された。2010年11月19日に撮影が完了した。

### プロモーション
2010年12月4日、『エンターテイメント・トゥナイト』にてフッテージが取り上げられた。同月13日、第一弾予告編が公開された。
2011年5月には『パイレーツ・オブ・カリビアン』シリーズをテーマとした新作のレゴが発売された。

### 公開
2010年1月6日、ディズニーはパラマウント映画の『マイティ・ソー』、コロンビア ピクチャーズの『スパイダーマン』のリブートの発表に続いて、2011年5月20日の劇場公開を告知した。IMAX 3D、2D、IMAXでも公開され、更に2011年10月4日にブルーレイ、DVDが発売される。

### サウンドトラック
2011年1月25日、作曲家のエリック・ウィテカーは自身のブログとFacebookページにて、ハンス・ジマーとヒラ・プリットマンと共に人魚のテーマ曲を共同制作していると述べた。ジマーはシリーズ2作目、3作目に続く参加である。この他、ロドリーゴ・イ・ガブリエーラも作曲し、更に演奏も担当する。

## 評価

### 興行成績
制作費に4億1,000万ドル（約328億円）という巨額を投じたが、興行成績は全世界で10億4,600万ドル（約837億円）を収めた。これは全3部作で一番稼いだデッドマンズ・チェストに僅かに及ばぬ結果だったが、2011年公開映画の興行成績ランキングでは、『ハリー・ポッターと死の秘宝』、『トランスフォーマー/ダークサイド・ムーン』に次ぐ世界第3位となった。

### 批評
興行成績では成功を収めたが、2作目、3作目に続き本作も批評家には酷評されている。
映画批評サイトのRotten Tomatoesは、260件のレビューに基づいて32％の支持率を示している。
また、Metacriticには39件のレビューがあり、加重平均値は45/100となっている。

### 受賞
ジョニー・デップがキッズ・チョイス・アワードにノミネートされるが、受賞はピープルズ・チョイス・アワードのみ。
2作目、3作目で人気を博したティーン・チョイス・アワードには、『アベンジャーズ』や『ハンガーゲーム』に押されノミネートされなかった。

## テレビ放映
| 回数 | テレビ局   | 番組名（放送枠名） | 放送日        | 放送時間      | 放送分数 | 視聴率 |
| ---- | ---------- | ------------------ | ------------- | ------------- | -------- | ------ |
| 1    | テレビ朝日 | 日曜洋画劇場       | 2013年12月8日 | 21:00 - 23:29 | 149分    | 12.2%  |
| ２   | フジテレビ | 金曜プレミアム     | 2015年7月24日 | 21:00 - 23:22 | 142分    | 9.7%   |
| ３   | フジテレビ | 土曜プレミアム     | 2017年7月8日  | 21:00 - 23:10 | 130分    | 11.3%  |
| 4    | 日本テレビ | 金曜ロードショー   | 2023年8月11日 | 21:00 - 23:19 | 139分    | 6.7%   |

- 視聴率はビデオリサーチ調べ、関東地区・世帯・リアルタイム。